# 神戸市立甲緑小学校
神戸市立甲緑小学校（こうべしりつ こうりょくしょうがっこう）は、兵庫県神戸市北区緑町7丁目にある市立小学校。

## 沿革
- 1976年7月 - 第二桜の宮小学校（仮称）起工
- 1977年
  - 4月1日 - 神戸市立甲緑小学校の名称で神戸市立桜の宮小学校より分離開校
  - 8月5日 - 校旗・校章制定。
- 1979年5月1日 - 校歌制定。
- 1998年4月 - 神戸市立桂木小学校へ校区分離。

## 教育目標
- 教育目標
  - 豊かな心を持ち 自ら考え 生き生きと輝く 子供を育てる
- 教育努力目標
  - 思い会う子、たくましい子、進んで学び考える子を育てる
- 思う合う子

みんなで協力し、助け合う心を育てる。
相手の立場に思いをやさしい心を育てる。
命あるものに思いをかける心を育てる。
- たくましい子

何事も最強までやりぬく気力を育てる。
じょうぶな体をつくり、粘り強く頑張る体力を育てる。
自分の考えや体験をもとに、自ら行動していく力を育てる。
- 進んで学び考える子

学習に意欲的に取り組む子を育てる。　　
豊かな想像力を持ち、高めあう子を育てる。　　
自ら考え、判断する子を育てる。

## 通学区域
- 神戸市北区[1]
  - 甲栄台1丁目（9・13番）・2丁目（1番）・3丁目（1・8番）、緑町1 - 3丁目・5 - 8丁目、山田町下谷上（山の街地区）

## 交通・アクセス
- 神戸電鉄有馬線山の街駅徒歩4分
- 阪急バスに乗り、山の街駅前で下車、徒歩5分

## 周辺
- コープミニ山の街
- 神戸山の街郵便局
- 神戸市立大原中学校（進学先中学校）

## 通学区域が隣接している学校
- 神戸市立泉台小学校
- 神戸市立桂木小学校
- 神戸市立箕谷小学校
- 神戸市立谷上小学校
- 神戸市立広陵小学校
- 神戸市立筑紫が丘小学校
- 神戸市立桜の宮小学校